# Piotr Cegielski

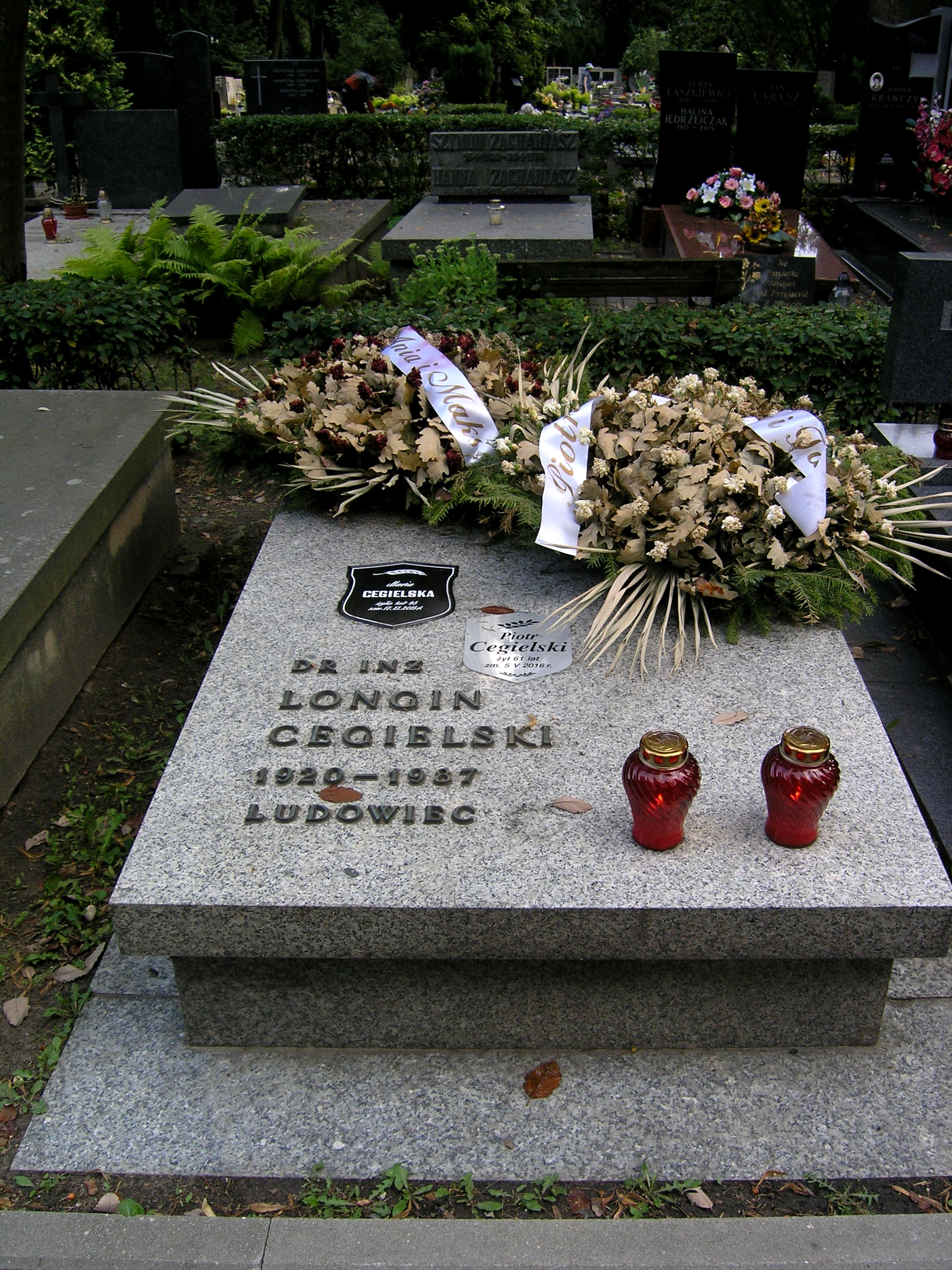
Grób dziennikarza Piotra Cegielskiego na Cmentarzu Wojskowym na Powązkach w Warszawie

Piotr Franciszek Cegielski (ur. 19 lipca 1954 w Warszawie, zm. 5 maja 2016 w Sztokholmie) – polski dziennikarz, dyplomata, publicysta oraz marszand, działacz opozycji w okresie Polskiej Rzeczypospolitej Ludowej.

## Życiorys
Syn Longina Cegielskiego, brat Tadeusza Cegielskiego. Był absolwentem Wydziału Handlu Zagranicznego Szkoły Głównej Planowania i Statystyki w Warszawie (1980).
W latach 1980–1986 pracował, a następnie kierował redakcją ekonomiczną Polskiej Agencji Interpress (PAI). W tym samym czasie, tj. w latach 1977–1986 był związany z opozycją antykomunistyczną, pisząc w prasie podziemnej (m.in. „Biuletyn Informacyjny KSS „KOR””, „Robotnik”, „Tygodnik Mazowsze”). W latach 1986–1988 pełnił funkcję I zastępcy redaktora naczelnego Redakcji Krajowej PAI oraz wydawanego przez nią miesięcznika „Reporter”. W 1988 roku wyjechał do Szwecji, gdzie pełnił funkcję: korespondenta PAI oraz „Życia Warszawy” (1988–1990) oraz „Gazety Wyborczej” w Sztokholmie i Berlinie (1990–1999). W latach 1999–2005 kierował Instytutem Polskim w Sztokholmie oraz pełnił funkcję radcy ds. kultury i nauki tamtejszej Ambasady RP. Był organizatorem licznych imprez promujących Polskę, m.in. Roku Polskiego w Szwecji 2003 „Polen.nu”.
Od 2006 roku prowadził w Sztokholmie własną galerię sztuki „Mitteleuropa”. Był członkiem rady redakcyjnej kwartalnika „Suecia Polonia” oraz korespondentem czasopism: „Art&Business” oraz „Ars Regia”. Za swą działalność został uhonorowany tytułem „Polaka Roku w Szwecji 2006” przyznawanym przez sztokholmską „Nową Gazetę Polską”. Pochowany został na Cmentarzu Wojskowym na Powązkach w Warszawie (kwatera 31B-tuje-8).

## Publikacje
- Filmowcy w fartuszkach. Masoneria na ekranie (1998)
- Villagatan 2, czyli dobry adres w Sztokholmie/Villagatan 2 eller en bra adress i Stockholm (2005)
- Spokojnie, to tylko sztuka! (2008)
- Galicyjskie portrety, czyli mój kolaż rodzinny (2015)